# Valérie Bernis
Valérie Bernis, née le 9 décembre 1958 à Limoges (Haute-Vienne), est une femme d'affaires française, ancienne directrice générale adjointe chez Engie (ex-GDF Suez), chargée de la communication, du marketing et de la politique de RES (responsabilité environnementale et sociétale). En 2013, elle est classée par le site The Holmes Report parmi les 100 directeurs de la communication les plus influents à travers le monde.

## Biographie

### Formation et débuts professionnels
Valérie Bernis est diplômée de l'Institut supérieur de gestion et de l'université de sciences économiques de Limoges.
Elle commence sa carrière en 1981 et travaille comme directrice adjointe d'Interpromotion jusqu'en 1986. Elle dirige la communication du groupe Cerus de 1988 à 1991 avant de partir dans l’agence Odic, dirigée par Olivier Dassault. Elle est ensuite chargée de mission pour la communication et la presse au sein du cabinet du ministre de l'Économie, des Finances et de la privatisation, Édouard Balladur, qu'elle suivra à Matignon de 1993 à 1995.

### Engie
En 1996, elle intègre le comité exécutif de Suez, en tant que directrice de la communication financière et du développement durable. Elle devient ensuite directrice du cabinet du président du directoire et directrice de la communication financière de la compagnie, devenue Suez Lyonnaise des Eaux.
En 2007, alors que Dominique de Villepin annonce la fusion entre Gaz de France (GDF) et Suez, afin d'éviter un rachat de l’énergéticien par l'italien Enel, elle est directrice de la communication du groupe et chargée de diffuser les engagements de la nouvelle entité ainsi créée à la télévision et dans la presse.
En 2011, elle est nommée directrice générale adjointe de GDF Suez chargée des communications et marketing. Deux ans plus tard, elle sera également chargée du développement durable  dans l’entreprise.
Valérie Bernis figure en 2013 dans le classement des 100 directeurs de la communication les plus influents à travers le monde réalisé par le site Internet The Holmes Report.
En 2014, elle est à l'origine de la publication du premier rapport intégré de GDF Suez, qui changera son nom pour Engie en 2015, dont le but est de mettre en avant les initiatives du groupe en matière de RES (responsabilité environnementale et sociétale).
Alors que l'entreprise souhaite changer de nom pour Engie au début de 2015, en tant que responsable de la communication, elle est chargée de s'occuper de la transition médiatique. Un mois plus tard, elle est nommée administratrice d'Atos SE.

#### Parité
Au sein d'Engie, elle est également chargée par Gérard Mestrallet de la mise en œuvre d'un plan d'actions sur la place des femmes dans l'entreprise. En 2012, elle supervise la réalisation d'une étude sur le bien-être des femmes cadres en entreprise. Elle déclare à ce propos vouloir veiller à ce que le groupe dans lequel elle travaille soit « imaginatif et dynamique pour promouvoir la carrière des femmes. » Trois ans plus tard, l'agence américaine Corporate Women Directors International classe Engie (alors nommé GDF Suez) en troisième place de son classement Fortune Global 200, centré sur la féminisation des conseils d'administration des 200 plus grandes entreprises mondiales. Le taux de féminisation du CA de Engie est alors de 41,2 %, 7 femmes pour 10 hommes.
Depuis 2014 chez Engie, un cadre dirigeant nommé sur trois est une femme. En 2013, Valérie Bernis a déclaré souhaiter voir avant fin 2015 35 % de femmes parmi les plus hauts potentiels de l'entreprise et 25 % de femmes cadres dans les recrutements.

#### Sports
En septembre 2014, Valérie Bernis, responsable des sponsorings sportifs de GDF Suez, met en œuvre un partenariat de trois ans entre GDF Suez et les clubs de football masculin et féminin de la Capitale, le PSG. Elle a auparavant géré d’autres partenariats avec notamment la fédération française de tennis et le tournoi de Roland-Garros.

#### Départ
En avril 2016, Isabelle Kocher annonce que Valérie Bernis quittera ses fonctions au lendemain de sa nomination en tant que directrice générale d'Engie, le 4 mai.

### Autres mandats
De 1999 à 2004, à la suite du décès d'Alain Hellequin, mort à l'âge de 49 ans, Valérie Bernis est nommée à la présidence de la chaîne de télévision Paris Première.
En 2008, elle rejoint le conseil de surveillance d'Euro Disney France. Elle est aussi administratrice de Suez Environnement (France) et de GDF Suez New Venture SA (France) et présidente de GDF Suez Rassembleurs d'Energies (France).
Elle est également membre indépendant du conseil d’administration de l’Occitane, et secrétaire générale du conseil d’administration de l’AROP.
En 2015, elle est nommée administratrice et présidente du comité RSE d'Atos. Son mandat a été reconduit en juin 2020 pour une durée de deux ans.
Elle est administratrice de la Fondation pour la recherche sur Alzheimer depuis 2017.
En 2019, elle est nommée administratrice indépendante du groupe France Télévisions. Elle y est présidente du comité des rémunérations et membre du comité stratégique.
Fin août 2020, elle est nommée membre du conseil de surveillance de Lagardère SCA. Elle y rejoint les comités des nominations, des rémunérations et de la RSE.
Au 30 juin 2021, elle devient membre du conseil d'administration du groupe Lagardère.